# RESCATE
La ONG Rescate Internacional es una asociación española  sin ánimo de lucro y laica, cuya misión es defender los derechos y mejorar las condiciones de vida de los refugiados y de las comunidades víctimas de opresión, conflictos armados y grandes crisis políticas y sociales. 
La organización actualmente conocida como ONG RESCATE se originó en 1960 como la delegación española del International Rescue Committee (IRC). En 1992, RESCATE se separó legalmente de IRC y actualmente opera de forma totalmente autónoma.
Las actividades de la organización unen la atención directa a refugiados e inmigrantes en España, con proyectos de reconstrucción y cooperación en los países emisores de refugiados, o que cuentan con grandes poblaciones de refugiados o desplazados dentro de sus fronteras.
La sede central de RESCATE se encuentra en Madrid (España). Además, cuenta con dos oficinas en Valencia y en Talavera de la Reina (Castilla-La Mancha), en territorio español. Por otro lado, en Colombia, Etiopía, R.D. del Congo, Angola, Jordania, Siria y Líbano, hay personal propio de RESCATE que trabaja junto con diversas contrapartes locales.